# Rally van Argentinië 2003
De Rally van Argentinië 2003, formeel 23º YPF Rally Argentina, was de 23e editie van de Rally van Argentinië en de vijfde ronde van het wereldkampioenschap rally in 2003. Het was de 366e rally in het wereldkampioenschap rally die georganiseerd wordt door de Fédération Internationale de l'Automobile (FIA). De start en finish was in Villa Carlos Paz.

## Programma
| Etappe | Datum                        | Klassementsproeven | Competitieve afstand |
| ------ | ---------------------------- | ------------------ | -------------------- |
| 1      | Donderdag 8 en vrijdag 9 mei | 13                 | 175,14 kilometer     |
| 2      | Zaterdag 10 mei              | 7                  | 121,72 kilometer     |
| 3      | Zondag 11 mei                | 5                  | 105,49 kilometer     |
|        |                              |                    |                      |
| Totaal | Totaal                       | 25                 | 402,35 kilometer     |

## Resultaten
| Algemene top tien | Algemene top tien | Algemene top tien   | Algemene top tien            | Algemene top tien | Algemene top tien | Algemene top tien | Algemene top tien |
| Pos.              | #                 | Rijder              | Auto                         | Gr/kl             | Tijd              | Eerste            | Punten            |
| Pos.              | #                 | Navigator           | Inschrijving                 | C                 | Straftijd         | Vorige            | Punten            |
| ----------------- | ----------------- | ------------------- | ---------------------------- | ----------------- | ----------------- | ----------------- | ----------------- |
| 1.                | 1                 | Marcus Grönholm     | Peugeot 206 WRC              | A8                | 4:14:45,0         | 0:00              | 10                |
| 1.                | 1                 | Timo Rautiainen     | Marlboro Peugeot Total       | C                 |                   | =                 | 10                |
| 2.                | 19                | Carlos Sainz        | Citroën Xsara WRC            | A8                | 4:15:11,6         | + 26,6            | 8                 |
| 2.                | 19                | Marc Martí          | Citroën Total                | C                 | 1:00              | + 26,6            | 8                 |
| 3.                | 2                 | Richard Burns       | Peugeot 206 WRC              | A8                | 4:15:57,8         | + 1:12,8          | 6                 |
| 3.                | 2                 | Robert Reid         | Marlboro Peugeot Total       | C                 |                   | + 46,2            | 6                 |
| 4.                | 3                 | Harri Rovanperä     | Peugeot 206 WRC              | A8                | 4:17:04,3         | + 2:19,3          | 5                 |
| 4.                | 3                 | Risto Pietiläinen   | Marlboro Peugeot Total       | C                 |                   | + 1:06,5          | 5                 |
| 5.                | 7                 | Petter Solberg      | Subaru Impreza S9 WRC 03     | A8                | 4:17:56,4         | + 3:11,4          | 4                 |
| 5.                | 7                 | Phil Mills          | 555 Subaru World Rally Team  | C                 |                   | + 52,1            | 4                 |
| 6.                | 14                | Didier Auriol       | Škoda Octavia WRC Evo 3      | A8                | 4:22:43,5         | + 7:58,5          | 3                 |
| 6.                | 14                | Denis Giraudet      | Škoda Motorsport             | C                 |                   | + 4:47,1          | 3                 |
| 7.                | 15                | Toni Gardemeister   | Škoda Octavia WRC Evo 3      | A8                | 4:23:18,7         | + 8:33,7          | 2                 |
| 7.                | 15                | Paavo Lukander      | Škoda Motorsport             | C                 | 1:00              | + 35,2            | 2                 |
| 8.                | 5                 | François Duval      | Ford Focus RS WRC 03         | A8                | 4:26:40,3         | + 11:55,3         | 1                 |
| 8.                | 5                 | Stéphane Prévot     | Ford Motor Co Ltd.           | C                 | 0:40              | + 3:21,6          | 1                 |
| 9.                | 54                | Toshi Arai          | Subaru Impreza WRX STi       | N4                | 4:34:46,7         | + 20:01,7         |                   |
| 9.                | 54                | Tony Sircombe       | Subaru Production Rally Team | N4                |                   | + 8:06,4          |                   |
| 10.               | 33                | Gabriel Raies       | Toyota Corolla WRC           | A8                | 4:34:48,4         | + 20:03,4         |                   |
| 10.               | 33                | Jorge Perez Companc | Gabriel Raies                | A8                |                   | + 1,7             |                   |
| DNF top tien      |                   |                     |                              |                   |                   |                   |                   |
| Pos.              | #                 | Rijder              | Auto                         | Gr/kl             | KP                | Reden             | Reden             |
| Pos.              | #                 | Navigator           | Inschrijving                 | C                 | KP                | Reden             | Reden             |
| DNF               | 4                 | Markko Märtin       | Ford Focus RS WRC 03         | A8                | 21                | Oliedruk          | Oliedruk          |
| DNF               | 4                 | Michael Park        | Ford Motor Co Ltd.           | C                 | 21                | Oliedruk          | Oliedruk          |
| WD                | 8                 | Tommi Mäkinen       | Subaru Impreza S9 WRC 03     | A8                | 21                | Teruggetrokken    | Teruggetrokken    |
| WD                | 8                 | Kaj Lindström       | 555 Subaru World Rally Team  | C                 | 21                | Teruggetrokken    | Teruggetrokken    |
| DNF               | 10                | Armin Schwarz       | Hyundai Accent WRC3          | A8                | 24                | Motor             | Motor             |
| DNF               | 10                | Manfred Hiemer      | Hyundai World Rally Team     | C                 | 24                | Motor             | Motor             |
| DNF               | 11                | Freddy Loix         | Hyundai Accent WRC3          | A8                | 7                 | Motor             | Motor             |
| DNF               | 11                | Sven Smeets         | Hyundai World Rally Team     | C                 | 7                 | Motor             | Motor             |
| DNF               | 17                | Colin McRae         | Citroën Xsara WRC            | A8                | 9                 | Brand             | Brand             |
| DNF               | 17                | Derek Ringer        | Citroën Total                | C                 | 9                 | Brand             | Brand             |
| DNF               | 18                | Sébastien Loeb      | Citroën Xsara WRC            | A8                | 20                | Ongeluk           | Ongeluk           |
| DNF               | 18                | Daniel Elena        | Citroën Total                | C                 | 20                | Ongeluk           | Ongeluk           |
| DNF               | 32                | Gabriel Pozzo       | Škoda Octavia WRC Evo 3      | A8                | 1                 | Mechanisch        | Mechanisch        |
| DNF               | 32                | Daniel Stillo       | Gabriel Pozzo                | A8                | 1                 | Mechanisch        | Mechanisch        |
| DNF               | 53                | Ramón Ferreyros     | Mitsubishi Lancer Evo VII    | N4                | 7                 | Turbo             | Turbo             |
| DNF               | 53                | Javier Marín        | Ramon Ferreyros              | N4                | 7                 | Turbo             | Turbo             |
| DNF               | 58                | Marcos Ligato       | Mitsubishi Lancer Evo VII    | N4                | 6                 | Turbo             | Turbo             |
| DNF               | 58                | Rubén García        | Top Run                      | N4                | 6                 | Turbo             | Turbo             |
| DNF               | 59                | Stefano Marrini     | Mitsubishi Lancer Evo VII    | N4                | 8                 | Mechanisch        | Mechanisch        |
| DNF               | 59                | Massimo Agostinelli | Stefano Marrini              | N4                | 8                 | Mechanisch        | Mechanisch        |

| PWRC top drie | PWRC top drie  | PWRC top drie |
| Pos.          | Rijder         | Pnt.          |
| ------------- | -------------- | ------------- |
| 1             | Toshi Arai     | 10            |
| 2             | Daniel Solà    | 8             |
| 3             | Karamjit Singh | 6             |

## Statistieken

#### Klassementsproeven
| Etappe | Datum  | KP | Starttijd | Naam                                    | Lengte   | Snelste rijder | Tijd          | Gem. snelheid | Rallyleider     |
| ------ | ------ | -- | --------- | --------------------------------------- | -------- | --- | ------------- | ------------- | --------------- |
| 1      | 8 mei  | 1  | 19:35     | SSS Complejo Pro-Racing (Lane A)        | 3,02 km  | Marcus Grönholm | 2:09,7        | 83,82 km/u    | Marcus Grönholm |
| 1      | 8 mei  | 2  | 19:40     | SSS Complejo Pro-Racing (Lane B)        | 3,02 km  | Richard Burns | 2:09,4        | 84,02 km/u    | Marcus Grönholm |
| 1      | 9 mei  | 3  | 8:50      | El Reposo - Los Sauces 1                | 10,03 km | Marcus Grönholm | 5:44,9        | 104,69 km/u   | Marcus Grönholm |
| 1      | 9 mei  | 4  | 9:17      | Canada de Rio Pinto - Villa Albertina 1 | 10,91 km | Marcus Grönholm | 7:43,4        | 84,76 km/u    | Marcus Grönholm |
| 1      | 9 mei  | 5  | 9:39      | Villa Albertina - Ischilin 1            | 15,17 km | Tommi Mäkinen | 8:54,5        | 102,17 km/u   | Marcus Grönholm |
| 1      | 9 mei  | 6  | 10:11     | Museo Fader - Ongamira 1                | 18,49 km | Carlos Sainz | 10:12,7       | 108,64 km/u   | Marcus Grönholm |
| 1      | 9 mei  | 7  | 12:02     | La Falda - Villa Giardino 1             | 9,37 km  | Carlos Sainz | 6:25,1        | 87,59 km/u    | Marcus Grönholm |
| 1      | 9 mei  | 8  | 12:30     | La Cumbre - Agua de Oro 1               | 21,70 km | Harri Rovanperä | 18:47,6       | 69,28 km/u    | Marcus Grönholm |
| 1      | 9 mei  | 9  | 13:20     | Ascochinga - La Cumbre 1                | 28,83 km | Carlos Sainz | 19:07,4       | 90,45 km/u    | Carlos Sainz    |
| 1      | 9 mei  | 10 | 15:32     | El Reposo - Los Sauces 2                | 10,03 km | Markko Märtin | 5:38,4        | 106,70 km/u   | Carlos Sainz    |
| 1      | 9 mei  | 11 | 15:59     | Canada de Rio Pinto - Villa Albertina 2 | 10,91 km | Marcus Grönholm | 7:38,2        | 85,72 km/u    | Carlos Sainz    |
| 1      | 9 mei  | 12 | 16:21     | Villa Albertina - Ischilin 2            | 15,17 km | Marcus Grönholm | 8:47,5        | 103,53 km/u   | Carlos Sainz    |
| 1      | 9 mei  | 13 | 16:53     | Museo Fader - Ongamira 2                | 18,49 km | Markko Märtin | 9:49.6        | 112,90 km/u   | Carlos Sainz    |
|        |        |    |           |                                         |          | |               |               | Carlos Sainz    |
| 2      | 10 mei | 14 | 8:50      | Capilla del Monte - San Marcos Sierra 1 | 23,02 km | Neutralisatie | Neutralisatie | Neutralisatie | Carlos Sainz    |
| 2      | 10 mei | 15 | 9:23      | San Marcos Sierra - Charbonier 1        | 9,61 km  | Marcus Grönholm Richard Burns Harri Rovanperä Markko Märtin Sébastien Loeb Carlos Sainz Gabriel Raies Antony Warmbold | 6:33,7        | 87,87 km/u    | Carlos Sainz    |
| 2      | 10 mei | 16 | 10:14     | San Marcos Sierra - Cuchi Corral 1      | 22,57 km | Carlos Sainz | 13:13,6       | 102,38 km/u   | Carlos Sainz    |
| 2      | 10 mei | 17 | 11:58     | Cosquin - Villa Allende                 | 19,19 km | Marcus Grönholm | 13:17,0       | 86,68 km/u    | Carlos Sainz    |
| 2      | 10 mei | 18 | 13:08     | Carlos Paz - Cabalango                  | 14,81 km | Marcus Grönholm | 10:08,3       | 87,65 km/u    | Carlos Sainz    |
| 2      | 10 mei | 19 | 13:36     | Tanti - Cosquin                         | 9,50 km  | Carlos Sainz | 5:52,1        | 97,13 km/u    | Markko Märtin   |
| 2      | 10 mei | 20 | 15:34     | Capilla del Monte - San Marcos Sierra 2 | 23,02 km | Marcus Grönholm | 17:06,5       | 80,73 km/u    | Markko Märtin   |
|        |        |    |           |                                         |          | |               |               | Markko Märtin   |
| 3      | 11 mei | 21 | 8:30      | Capilla del Monte - San Marcos Sierra 3 | 23,02 km | Marcus Grönholm | 16:49,02      | 82,12 km/u    | Marcus Grönholm |
| 3      | 11 mei | 22 | 9:00      | San Marcos Sierra - Cuchi Corral 2      | 22,57 km | Carlos Sainz | 13:04,6       | 103,56 km/u   | Marcus Grönholm |
| 3      | 11 mei | 23 | 10:32     | La Falda - Villa Giardino 2             | 9,37 km  | Marcus Grönholm | 6:24,4        | 87,75 km/u    | Marcus Grönholm |
| 3      | 11 mei | 24 | 11:00     | La Cumbre - Agua de Oro 2               | 21,70 km | Marcus Grönholm | 18:23,6       | 70,79 km/u    | Marcus Grönholm |
| 3      | 11 mei | 25 | 11:50     | Ascochinga - La Cumbre 2                | 28,83 km | Carlos Sainz | 18:36,5       | 92,96 km/u    | Marcus Grönholm |

| KP overwinningen | KP overwinningen |
| Rijder           | Aantal           |
| ---------------- | ---------------- |
| Marcus Grönholm  | 12               |
| Carlos Sainz     | 8                |
| Markko Märtin    | 3                |
| Richard Burns    | 2                |
| Harri Rovanperä  | 2                |
| Sébastien Loeb   | 1                |
| Tommi Mäkinen    | 1                |
| Gabriel Raies    | 1                |
| Antony Warmbold  | 1                |

## Kampioenschap standen

#### Rijders
|   | Pos. | Rijder          | Pnt. |
| - | ---- | --------------- | ---- |
| = | 1    | Richard Burns   | 32   |
| = | 2    | Marcus Grönholm | 30   |
| 2 | 3    | Carlos Sainz    | 24   |
| 1 | 4    | Sébastien Loeb  | 17   |
| 1 | 5    | Colin McRae     | 17   |

#### Constructeurs
|   | Pos. | Constructeur                | Pnt. |
| - | ---- | --------------------------- | ---- |
| = | 1    | Malboro Peugeot Total       | 65   |
| = | 2    | Citroën Total               | 52   |
| = | 3    | Ford Motor Co Ltd.          | 29   |
| = | 4    | 555 Subaru World Rally Team | 27   |
| = | 5    | Škoda Motorsport            | 19   |

- Noot: Enkel de top 5-posities worden in beide standen weergegeven.